# 上帝之眼

上帝之眼

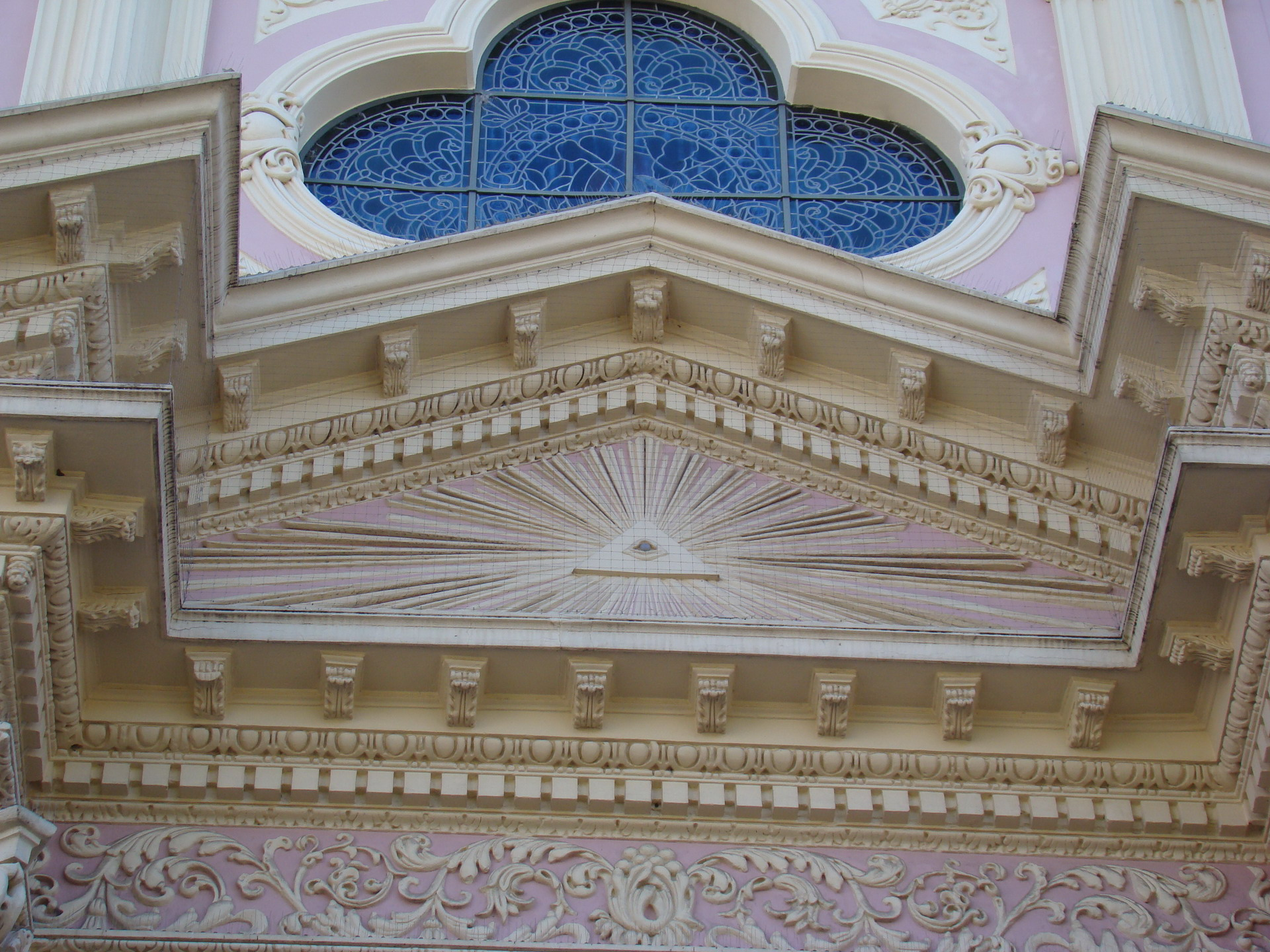
阿根廷薩爾塔市大教堂的理性之眼浮雕

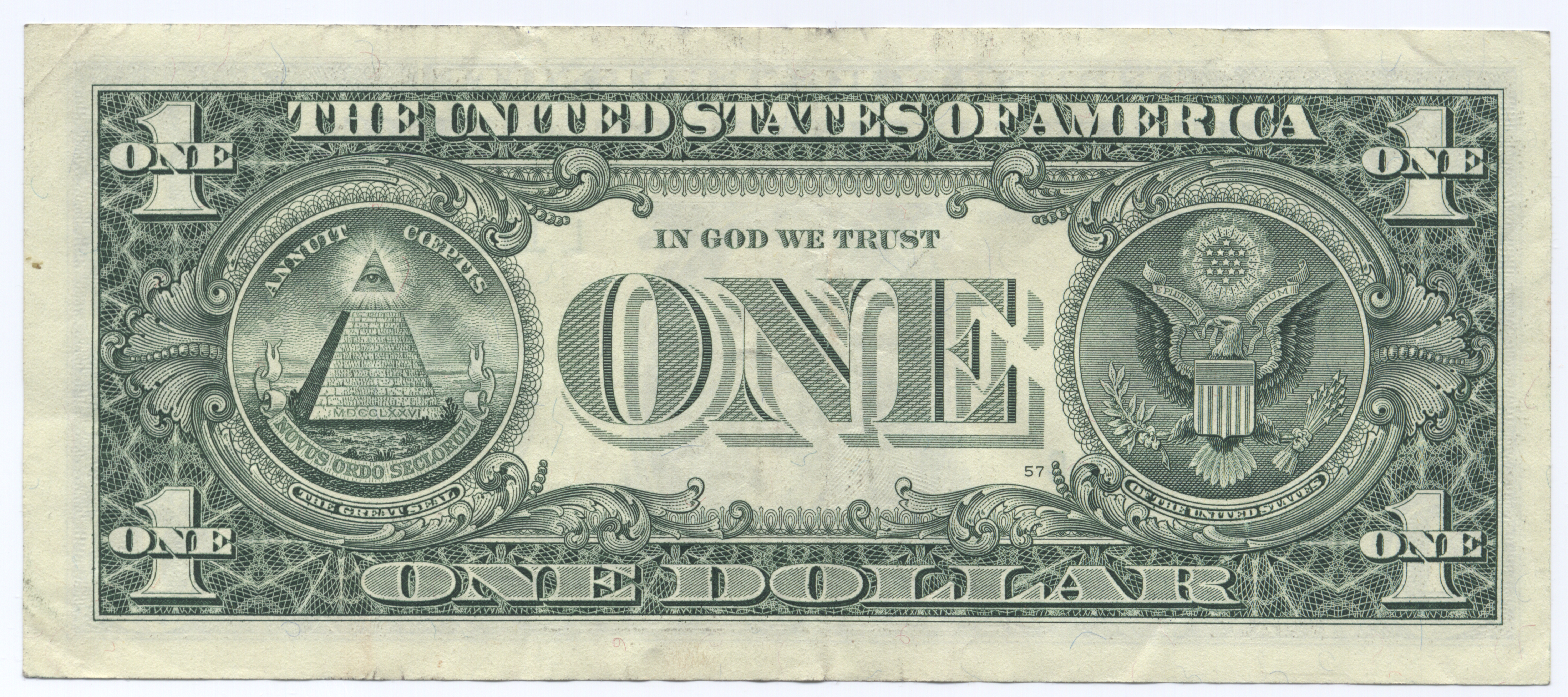
一美元纸币背面的理性之眼

上帝之眼，也称天命之眼、摄理之眼、普罗维登斯之眼（英語：Eye of Providence）或理性之眼、理智之眼、逻各斯之眼（英語：Eye of Logos）或全能之眼、全視之眼、無所不見的眼睛，常見的形式為一顆三角形的雲及萬丈光芒所環繞的眼睛，代表上帝透過眼睛注視著全人類，以出現在美國國徽及一美元纸币的背面而廣為人知。

## 宗教用途
理性之眼的概念有人認為是源自古埃及的荷魯斯之眼。在中世紀和文藝復興時期的肖像畫法中，眼睛圖案（通常包圍在三角形內）被部分人猜測象徵著基督教的三位一體，但基督教聖經中並無有關論述。和現在常見形式較接近的理性之眼則可追溯到17、18世紀的歐洲，當時的形式為一顆飄浮在空中的眼睛，有時會有雲霧或光芒環繞。

## 美國用途
1782年，理性之眼被加入美国国徽的背面，人们通常认为这个建议来自艺术顾问皮埃尔-尤金·迪西默蒂埃。国徽上的理性之眼位于未完成的金字塔上。这在2004年迪士尼的电影《国家宝藏》中被编为剧本。

## 共濟会
现在，理性之眼通常会与共济会关联。眼睛的图案最早是在1797年作为共济会标准意象的一部分出现的。这个图案代表上帝的全视之眼，警示着共济会的所思所行都被上帝观察着。在共济会中，上帝被称为宇宙的伟大建筑师（Great Architect of the Universe）。共濟會早期的標誌也是理性之眼，其上飾以雲霧，其外為半圓形的光芒所包圍，眼睛图案有时会被三角形包围，已相當接近美國國徽中出現的理性之眼。也因此一直有人盛傳美國國徽之所以放置理性之眼正是由於當時共濟會成員的野心與陰謀。然而，共济会中眼睛图案的普遍使用是在国徽创造后的14年以后。并且在国徽设计委员会的会员中，只有本杰明·富兰克林一人是共济会会员（他的设计方案并未被采纳）。许多共济会组织已明确拒绝和国徽的创造发生任何关联。

## 各種理性之眼的概念與表現形式

美國國徽背面的理性之眼
古埃及的荷魯斯之眼
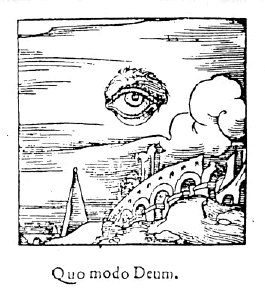
17世紀的理性之眼
基督教三位一體的理性之眼
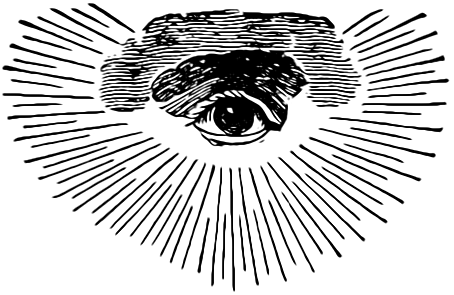
共濟會早期的徽章
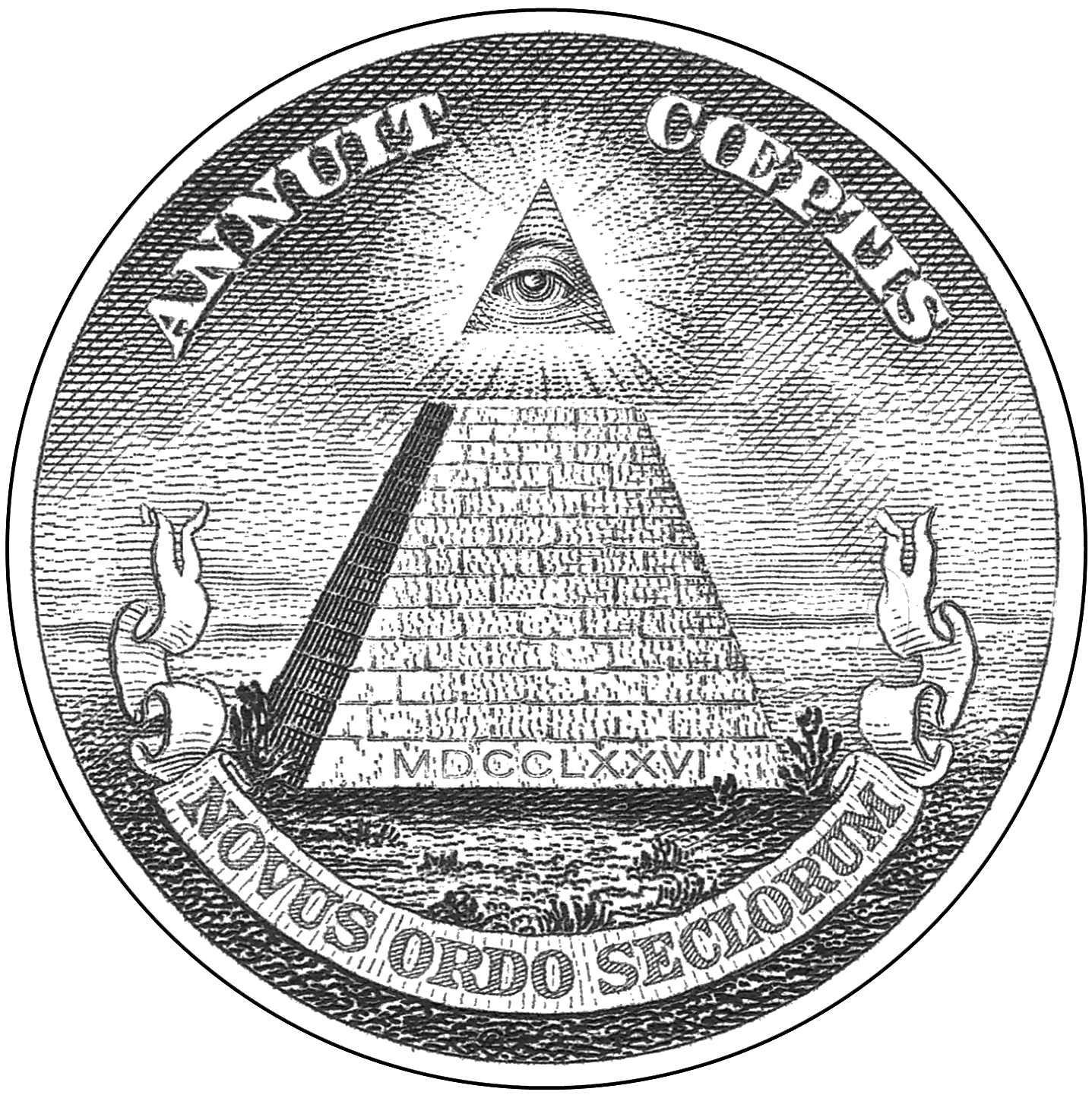
一美元紙幣中的美国国徽
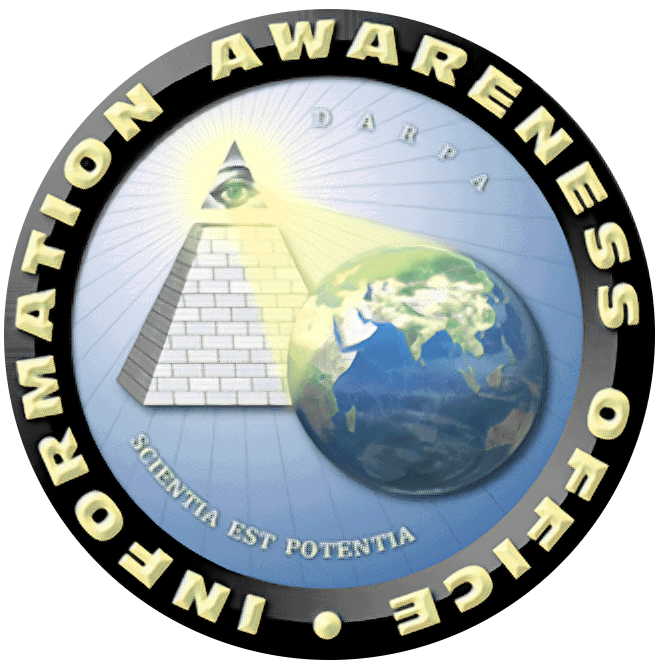
美国國防高等研究計劃署的旧机构整體情報識別辦公室的徽章
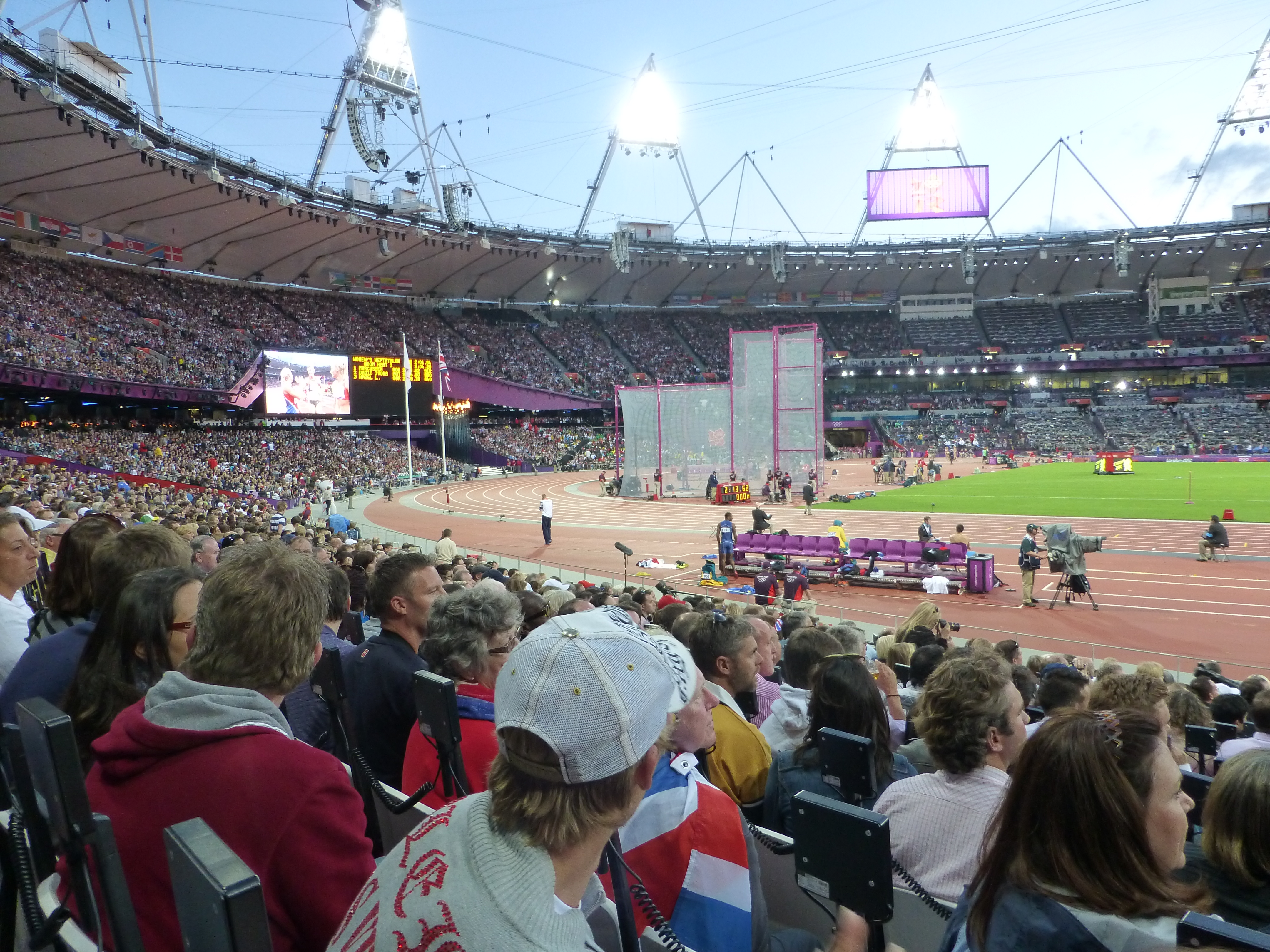
倫敦奧林匹克體育場環繞會場頂部的照明燈象徵理性之眼
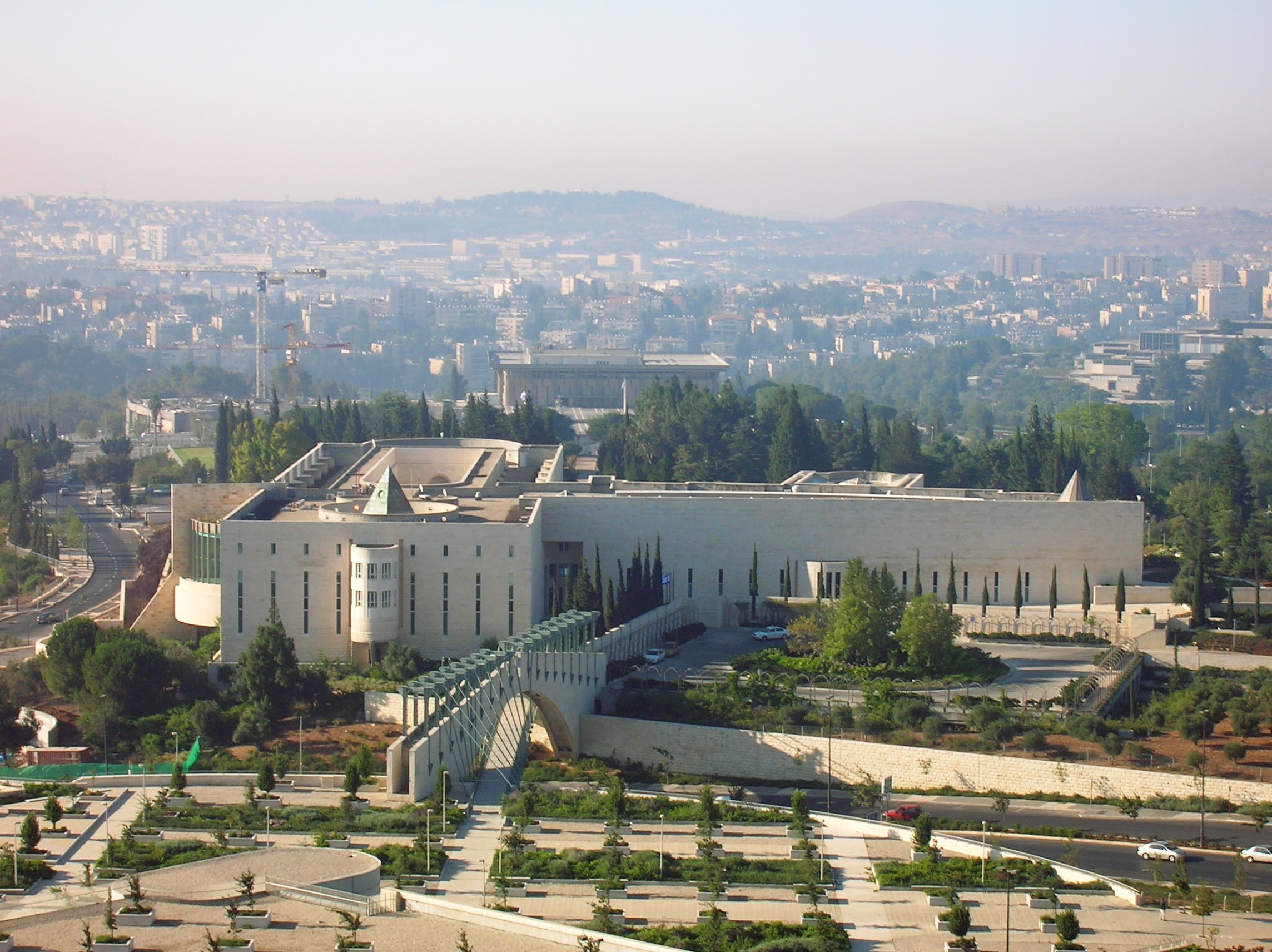
以色列最高法院大樓中頂部有圓洞的金字塔
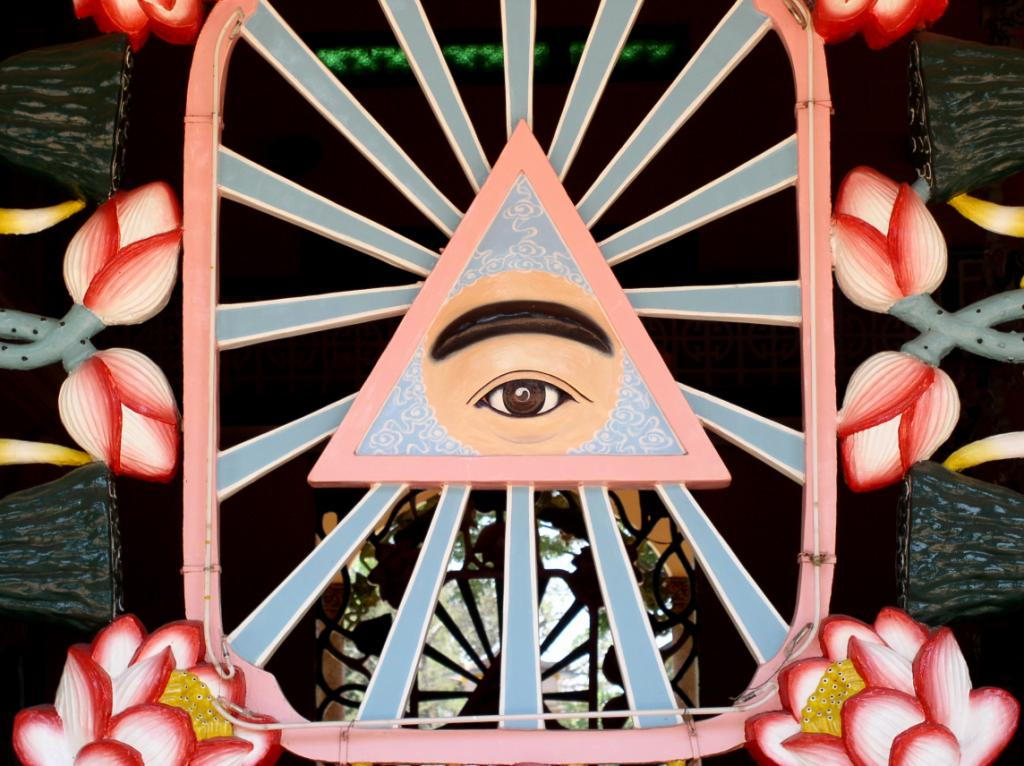
高臺教中代表公正的左眼